# Tunilla albisaetacens
Tunilla albisetacens (Backeb.) D.R.Hunt & Iliff, es una especie fanerógama perteneciente a la familia Cactaceae y es sinónimo de Airampoa corrugata, que es la forma correcta de clasificarla y nombrarla. 

## Distribución
Es endémica de Sudamérica en Bolivia  departamentos de Chuquisaca, Oruro, Potosí y Tarija en altitudes de 3100-3900 metros.

## Descripción
Tunilla albisetacens crece medio arrastrándose con sección transversal redonda y cónica hacia la punta de hasta 5 centímetros de longitud. Las hasta 10 blancas espinas son flexibles, torcidas y entrelazadas. Las flores son rojas o raramente blancas  de  5 centímetros de largo. Su pericarpio está ocupado con numerosas espinas como pelos que son de hasta 1,5 centímetros de largo.

## Taxonomía
Tunilla albisetacens fue descrita por (Backeb.) D.R.Hunt & Iliff y publicado en Cactaceae Systematics Initiatives: Bulletin of the International Cactaceae Systematics Group 9: 10. 2000.
Etimología
Tunilla: nombre genérico que deriva del español tunilla refiriéndose a una "pequeña tuna".
albisetacens: epíteto latíno que significa "con cerdas blancas"
Sinonimia
- Platyopuntia albisaetacens
- Opuntia albisaetacens
- Tunilla albisaetacens
- Platyopuntia chilensis
- Tephrocactus chilensis
- Opuntia alcerrecensis